# Air Charkov
Air Charkov var ett ukrainskt flygbolag grundat 1998. Flygbolaget hade sina huvudkvarter i Kirovohrad. Air Charkov erbjöd både passagerar- och fraktflygningar och flyger då främst inom Ukraina och CIS. När flygbolaget grundades 1992 var det en sammanslagning med Charkov State Air Company. Air Charkov har historiskt använt Antonov- och Tupolev-plan. Bolaget lades ned år 2004.
Charkov är även namnet på en stad i Ukraina.